# Rhingia
Rhingia is een vliegengeslacht uit de familie van de zweefvliegen (Syrphidae).

## Soorten
- Rhingia borealis Ringdahl, 1928
- Rhingia campestris Meigen, 1822
- Rhingia nasica Say, 1823
- Rhingia rostrata (Linnaeus, 1758)